# Křížová cesta (Stražisko)
Křížová cesta ve Stražisku na Prostějovsku se nachází na vršku v centru obce. Spolu s kostelem je chráněna jako nemovitá Kulturní památka České republiky.

## Historie
Křížovou cestu tvoří čtrnáct zděných výklenkových kapliček, které lemují cestu z centra obce na vršek ke kostelu Svatých Andělů Strážných. Jednotlivá zastavení od malíře J. Vyjídáčka jsou malována na plechu a umístěna ve výklencích kapliček. Cesta byla zbudována roku 1854.

### Poutní místo
Roku 1699 koupil ves s bývalým hradem Grünbergem klášter Hradisko u Olomouce. Pravděpodobně roku 1728 dal premonstrátský opat Robert II. Sancius na místě bývalého hradu zbudovat kapli a kopec nazval Kalvárií. Roku 1749 byla kaple rozšířena o boční loď. Při stavbě bylo použito zdiva hradu a ten téměř zmizel z povrchu.
Přibližně ve dvou třetinách cesty z obce ke kostelu se nachází Lurdská jeskyně, postavená a posvěcená roku 1895.